# Кастилбланко де лос Аройос
Кастилбланко де лос Аройос (на испански: Castilblanco de los Arroyos) е населено място и община в Испания. Намира се в провинция Севиля, в състава на автономната област Андалусия. Общината влиза в състава на района (комарка) Сиера Норте де Севиля. Заема площ от 325 km². Населението му е 5156 души (по преброяване от 2010 г.). Разстоянието до административния център на провинцията е 34 km.

## Демография
| 1998 | 1999 | 2000 | 2001 | 2002 | 2003 | 2004 | 2005 | 2006 | 2007 |
| ---- | ---- | ---- | ---- | ---- | ---- | ---- | ---- | ---- | ---- |
| 4394 | 4403 | 4458 | 4501 | 4575 | 4660 | 4682 | 4773 | 4870 | 4986 |